# Boerderij Klein Drakenstein
Het Boerderij van Klein Drakenstein is een rijksmonument aan de Hoge Vuurseweg 1 bij Lage Vuursche in de Nederlandse provincie Utrecht. 
De boerderij hoorde bij de buitenplaats Klein Drakenstein. De boerderij staat aan de Hoge Vuurseweg tegenover de zijingang van Kasteel Drakenstein. De rood bakstenen boerderij is van het hallehuistype en heeft een afgewolfd zadeldak met blauwe dakpannen. De schuifvensters aan de voorzijde hebben een kleine roedenverdeling. Op de halve luiken is een rood-wit zandlopermotief aangebracht. 
De oorspronkelijke boerderij dateert vermoedelijk uit eind achttiende eeuw toen Klein Drakenstein werd herbouwd. De bezittingen van de familie Van Drakenstein werden in de dertiger jaren in tweeën gesplitst. Scheidslijn was de Hoge Vuurscheweg. Jonker Paul werd eigenaar van Groot Drakenstein, zijn broer Herbert P.J. Bosch van Drakenstein kreeg Klein Drakenstein. Zo kwam de boerderij bij Klein Drakenstein, maar het land werd gepacht van Groot Drakenstein. De boerderij werd gebouwd door W. Bakker. In de gevelsteen staat Anno 1817 H.B.R., maar nadat de boerderij in 1940 door brand was verwoest, werd deze in 1942 herbouwd. De oude bakstenen zijn daarbij hergebruikt. Het met riet gedekte dak werd vervangen door een pannendak.
Op het erf staat links van de boerderij het voormalige bakhuis van deze boerderij dat als zomerhuis werd gebruikt. Dit is in 2014 in gebruik bij een koffiebranderij in Baarn